# Іммакулата Австрійська
Іммакулата Австрійська (нім. Inmmaculata von Österreich), також Іммакулата Габсбург-Лотаринзька (нім. Inmmaculata von Habsburg-Lothringen) та Іммакулата Австро-Тосканська (нім. Inmmaculata von Österreich-Toskana); 9 вересня 1892 — 3 жовтня 1971) — ерцгерцогиня Австрійська з династії Габсбургів, принцеса Богемії, Угорщини та Тоскани, донька ерцгерцога Австрійського Леопольда Сальватора та іспанської інфанти Бланки де Бурбон, дружина сієнського патриція Ігіньйо Нері-Сернері.

## Біографія
Іммакулата народилася 9 вересня 1892 року у Лемберзі другою дитиною та другою донькою ерцгерцога Австрійського Леопольда Сальватора та його дружини Бланки Іспанської. Ім'я отримала на честь бабусі Марії Іммакулати Бурбон-Сицилійської. В сім'ї дівчинку кликали «Мас».
Мала старшу сестру Долорес. Невдовзі народилася молодша — Маргарита. Сім'я після цього переїхала до Загребу через службу батька. Там народилися менші діти: Райнер, Леопольд та Марія Антонія. На початку XX століття сімейство оселилося у Відні, де з'явилися наймолодші: Антон, Ассунта, Франц Йозеф та Карл Пій.

Родина мешкала взимку у палаці в Тоскані, влітку — на віллі у В'яреджо, яку Бланка отримала у спадок у 1893 році.

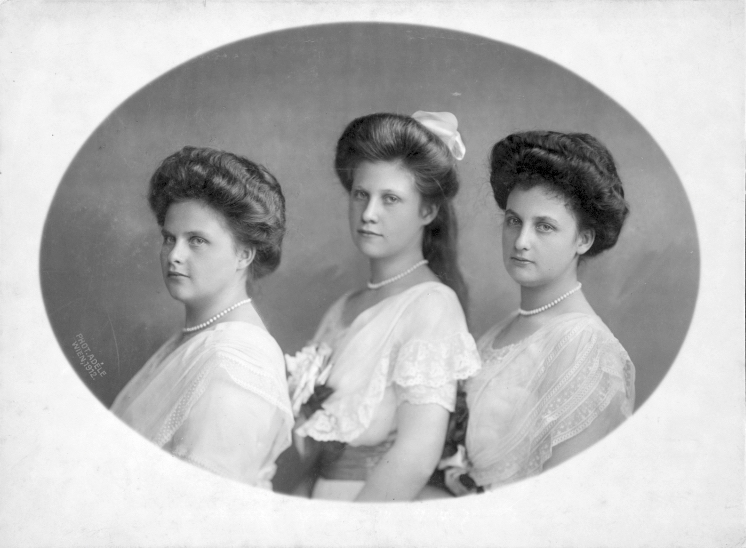
Ерцгерцогиня Іммакулата (крайня справа) із сестрами Долорес та Маргаритою, 1913.

Іммакулата отримала добру освіту. Вона навчалася разом із сестрами Долорес та Маргаритою, дівчата були дуже близькі. Іммакулата мала гарні здібності до гуманітарних наук, розмовляла п'ятьма мовами: французькою, німецькою, угорською, іспанською та італійською. Чудово малювала та грала на фортепіано.
Під час Першої світової війни працювала медсестрою.
Після війни майно Габсбургів було конфісковане. Родина, яка була до цього дуже багатою, була змушена переселитися до Барселони, де дівчата жили в одній кімнаті з матір'ю. Вони оселилися там у січні 1919 і провели більше десяти років. Жили на виручку патентів батька, який був винахідником. На початку 1930-х уряд дозволив їм повернутися до Австрії, за умов невтручання у політику. На батьківщині вони знімали помешкання у колишньому власному палаці.
Іммакулата невдовзі після цього одружилася з сієнським патрицієм Ігіньйо Нері-Сернері. Весілля відбулося у Римі 14 липня 1932. Нареченій до того часу виповнилося 39 років, нареченому було 40. Дітей у подружжя не було. Пара оселилася в Римі.
У травні 1950 року чоловік Іммакулати помер. Вона повернулася до сестри Долорес, яка продовжувала жити у В'яреджо. Наприкінці 1960-х до них долучилася і Маргарита. Сестри мешкали на віллі як приватні особи.
Іммакулата першою з них пішла з життя 3 жовтня 1971 року. Похована у каплиці Сан-Карло у В'яреджо.